# 1025-річчя хрещення Київської Русі (срібна монета)
«1025-рі́ччя хре́щення Ки́ївської Русі́» — пам'ятна монета номіналом 20 гривень, випущена Національним банком України. Присвячена запровадженню Володимиром Великим християнства як державної релігії, що сприяло об'єднанню та зміцненню Київської Русі, поширенню писемності, відкрило широкі перспективи економічних і культурних зв'язків.
Монету було введено в обіг 3 липня 2013 року. Вона належить до серії Інші монети

## Опис та характеристики монети
| Номінал грн. | Метал           | Маса, грам   | Діаметр, мм. | Якість виготовлення       | Гурт                           | Тираж, штук |
| ------------ | --------------- | ------------ | ------------ | ------------------------- | ------------------------------ | ----------- |
| 20           | срібло (Ag 925) | 62,2 / 67,25 | 50,0         | спеціальний анциркулейтед | гладкий із заглибленим написом | 3 500       |

### Аверс
На аверсі монети розміщено: угорі — малий Державний Герб України, стилізовані написи півколом «НАЦІОНАЛЬНИЙ БАНК УКРАЇНИ» (угорі), рік карбування монети «2013» та номінал (унизу): «ДВАДЦЯТЬ ГРИВЕНЬ». У центрі монети зображено композицію — хрест-енколпіон та фігури-символи чотирьох євангелістів: Матвія в образі ангела, Марка в образі лева, Луки в образі тельця, Івана в образі орла. Кожен із них крилатий і тримає Євангеліє.

### Реверс
На реверсі монети розміщено багатофігурну композицію: Володимир Великий та Андрій Первозваний, які тримають хрест, святі Антоній та Феодосій Печерські, Кирило та Мефодій, угорі — Зимненська ікона Пресвятої Богородиці, з обох боків від якої ангели, унизу півколом стилізований напис — «1025-РІЧЧЯ ХРЕЩЕННЯ КИЇВСЬКОЇ РУСІ».

## Автори
- Художники:

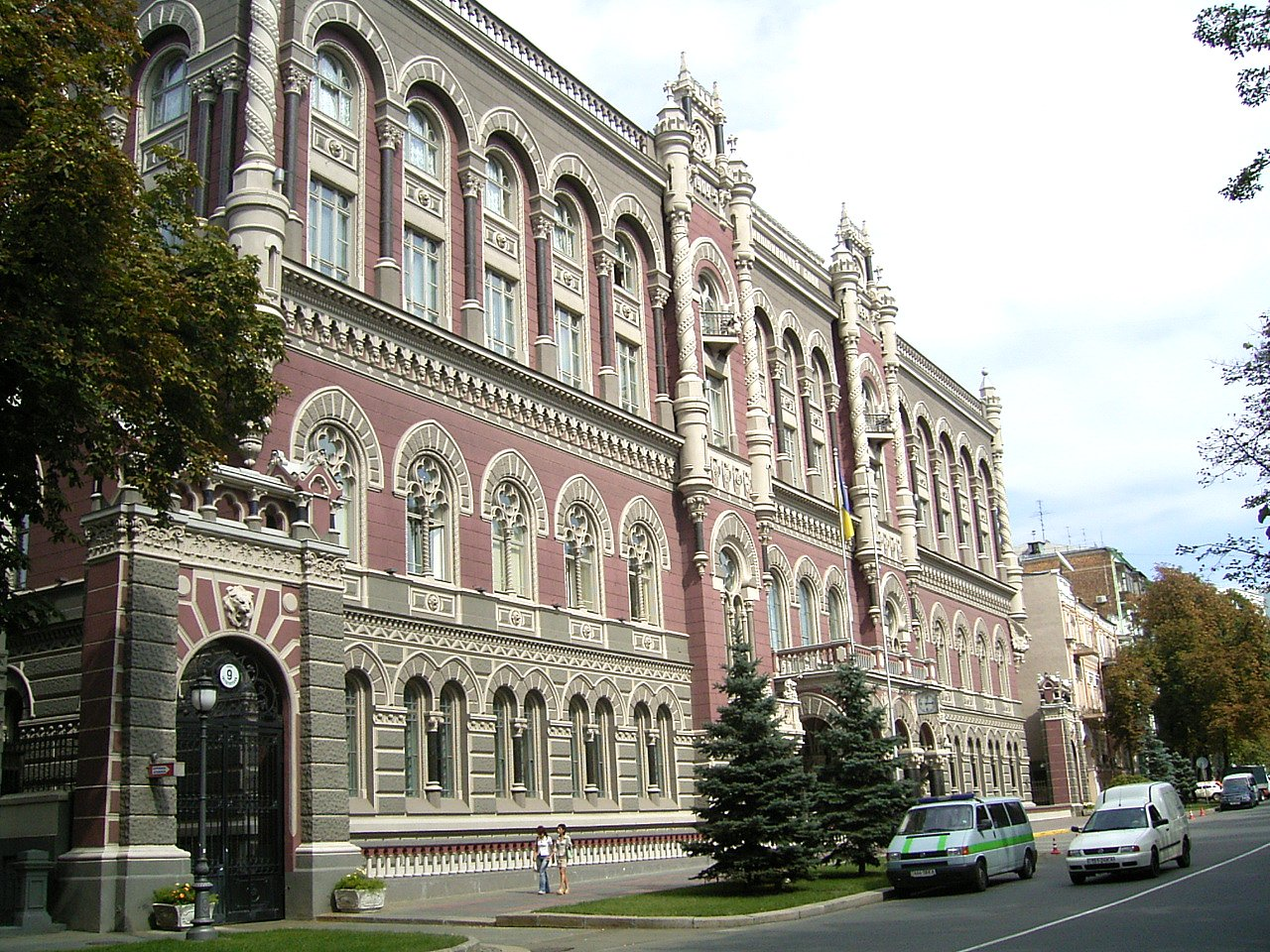
Будівля Національного банку України

  - аверс: Таран Володимир, Харук Олександр, Харук Сергій.
  - реверс: Скоблікова Марія, Кузьмін Олександр.
- Скульптори: Іваненко Святослав, Дем'яненко Володимир.

## Вартість монети
Ціна монети — 1749 гривень, була вказана на сайті Національного банку України у 2016 році.
Фактична приблизна вартість монети, з роками змінювалася так:
| Рік        | 2014  | 2015  | 2016  | 2017  | 2018  | 2019  | 2020  | 2021  | 2022  | 2023   | 2024   | 2025   |
| ---------- | ----- | ----- | ----- | ----- | ----- | ----- | ----- | ----- | ----- | ------ | ------ | ------ |
| Ціна, грн. | 2 100 | 2 500 | 4 800 | 4 200 | 4 500 | 4 300 | 4 100 | 6 200 | 6 400 | 10 200 | 15 600 | 17 000 |